# Grande Prêmio da China de 2012
O Grande Prêmio da China de F-1 2012 foi a terceira corrida da temporada de 2012 da Fórmula 1 , também foi a nona competição de Fórmula 1 a ser realizada no país  A prova disputada no dia 15 de abril no Circuito Internacional de Shanghai, na cidade de Xangai teve como vencedor o piloto alemão Nico Rosberg, dando a primeira vitória para a Mercedes na categoria desde o Grande Prêmio da Itália de 1955.
Lewis Hamilton foi o vencedor da edição anterior, também se tornando o primeiro piloto a vencer duas vezes neste traçado. Foi acompanhado no pódio por Sebastian Vettel e Mark Webber. Os outros vencedores desta prova foram Rubens Barrichello, Kimi Raikkonen, Fernando Alonso, Jenson Button, Sebastian Vettel e Michael Schumacher.

## Relatório

### Antecedentes
As equipes receberam da Pirelli, fornecedora exclusiva de pneus da categoria, jogos de pneus com compostos médios (P Zero Branco) e macios (P Zero Amarelo), duas escolhas que garantem uma boa aderência e desempenho no circuito chinês. No entanto, a chuva ocorre frequentemente nas provas disputadas em Xangai. Embora, geralmente seja chuva leve, costuma ter longa duração, para estes casos, foram designados os pneus Cinturato Verde (intermediário). Em caso de chuva forte, as equipes contavam com jogos de Cinturato Azul (chuva) à disposição.

### Treino classificatório
Na primeira parte do treino classificatório o piloto mais rápido foi o mexicano da Sauber Sergio Pérez com o tempo de 1min36s198mil. Os seis pilotos das equipes menores foram eliminados: Heikki Kovalainen e Vitaly Petrov, da Caterham; Timo Glock e Charles Pic, da Marussia; e Pedro de la Rosa e Narain Karthikeyan, da HRT. O sétimo eliminado foi o francês Jean-Eric Vergne, da Toro Rosso.
Na segunda parte a surpresa ficou por conta da eliminação do bicampeão alemão Sebastian Vettel, da Red Bull Racing, que ficou com a décima primeira colocação na grelha de partida. Também foram eliminados nessa parte o brasileiro Felipe Massa, da Ferrari, décimo segundo colocado; o venezuelano Pastor Maldonado, Williams, décimo terceiro colocado; o brasileiro Bruno Senna, da Williams; o britânico Paul di Resta, da Force India, décimo quinto colocado; o alemão Nico Hulkenberg, da Force India, décimo sexto colocado; e o australiano Daniel Ricciardo da Toro Rosso, décimo sétimo colocado.
Na terceira e última parte do treino, o francês Romain Grosjean foi o único piloto a não marcar tempo e larga em décimo. A pole position ficou com o alemão Nico Rosberg que marcou o tempo de 1m35s121. O inglês Lewis Hamilton marcou o segundo melhor tempo, entretanto foi punido com a perda de cinco posições no grid por ter trocado sua caixa de câmbio e largará em sétimo lugar. Com isso, o alemão Michael Schumacher herdou a segunda colocação na grelha. Em terceiro larga o japonês Kamui Kobayashi da Sauber, seguido pelo finlandês Kimi Raikkonen, da Lotus. Jenson Button, da McLaren, larga em quinto, logo a frente do australiano Mark Webber. Sergio Pérez e Fernando Alonso largam em oitavo e nono, respectivamente.

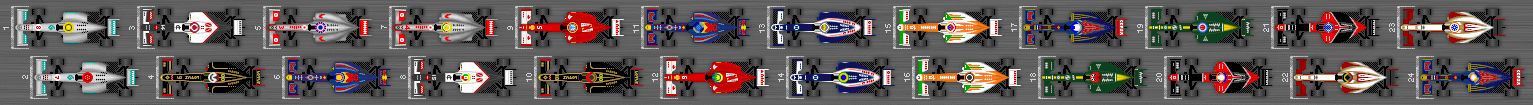
Resultado do classificatório.

### Corrida

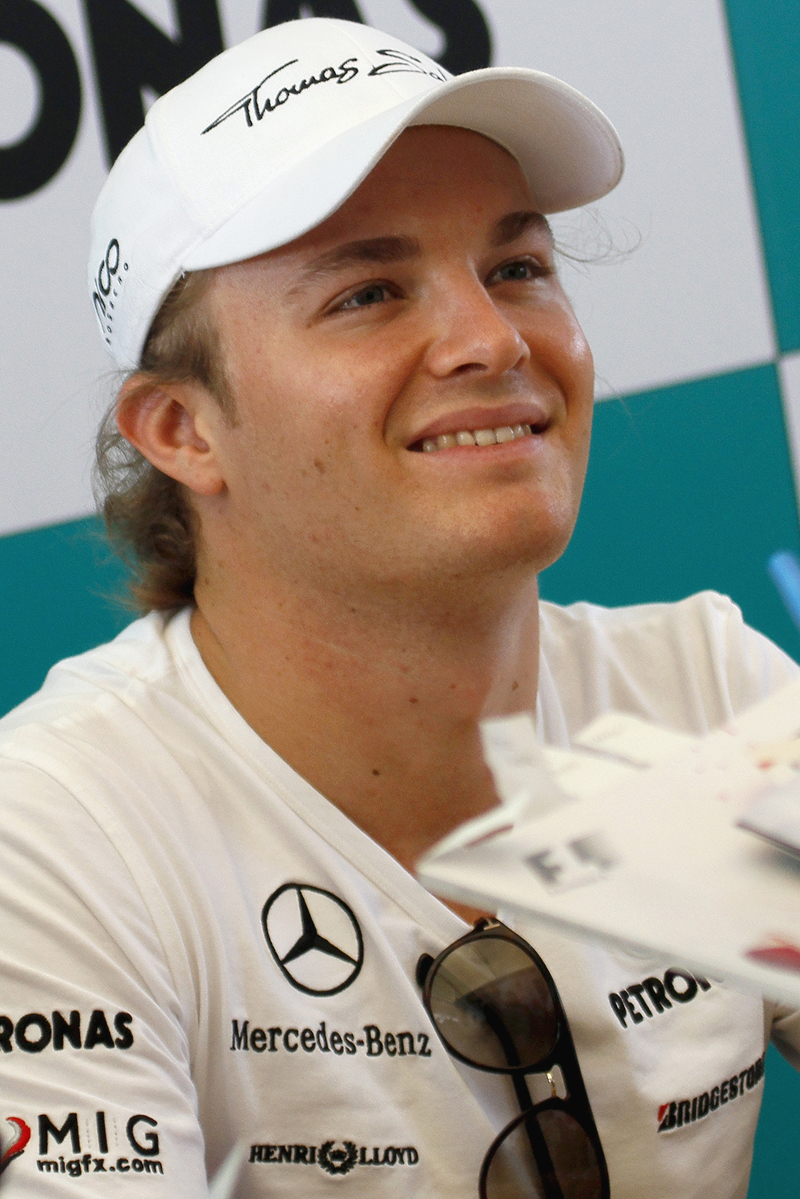
Rosberg venceu a prova.

O pole position Rosberg largou bem e manteve a ponta sem ser ameaçado. Os dois carros da McLaren também fizeram boa largada. Button saiu da quinta para a terceira colocação, enquanto Hamilton subiu de sétimo para quinto. Massa e Senna tocaram-se no início da prova sendo a segunda vez que os brasileiros se chocam na temporada. Rosberg logo abriu vantagem confortável na liderança. Em dez voltas, ele conseguiu quatro segundos de vantagem sobre o companheiro de Mercedes, Schumacher que, por sua vez, teve um problema na roda dianteira direita no pit stop na décima terceira volta e abandonou a corrida poucas curvas após sair dos boxes.
Rosberg administrava a liderança, enquanto a dupla da McLaren ganhava posições. Ao seu estilo técnico e pragmático, Button manteve um bom ritmo. O britânico chegou a assumir a liderança na trigésima quinta volta, entretanto quatro passagens depois, os mecânicos tiveram dificuldade para fixar a roda traseira esquerda da McLaren durante o pit stop. Como resultado Button perdeu alguns segundos na batalha pela ponta e pegou muito tráfego no retorno à pista. Com isso, Rosberg seguiu com tranquilidade para cruzar a linha de chegada em primeiro, com vinte segundos de vantagem. O carro da Mercedes não sofreu com o desgaste de pneus como nas provas anteriores e o alemão precisou apenas realizar duas paradas nos boxes. Mesmo assim, Button conseguiu terminar na segunda colocação. Seu compatriota Hamilton completou em terceiro, após ganhar a posição de Vettel na penúltima volta. Com os pneus desgastados no fim da prova, o bicampeão alemão, que tinha largado em décimo primeiro, ainda perdeu mais um lugar, para o companheiro de RBR, Webber, mas completou a boa corrida de recuperação no quinto lugar. Outro que sofreu com os pneus foi o finlandês Raikkonen, que havia largado em quarto, e chegou a estar em segundo a nove voltas do fim, porém, com os pneus visivelmente sem condições, preferiu continuar na pista ao invés de realizar mais um pit stop. Foi ultrapassado por vários adversários e terminou na décima quarta colocação.

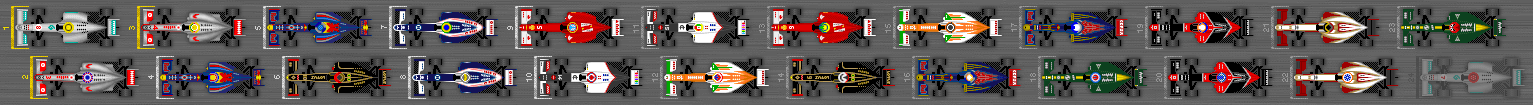
Resultado final da prova.

## Resultados

### Classificatório
| Pos                      | Nº | Piloto             | Equipe               | Q1       | Q2       | Q3        | voltas |
| ------------------------ | -- | ------------------ | -------------------- | -------- | -------- | --------- | ------ |
| 1                        | 8  | Nico Rosberg       | Mercedes             | 1:36.875 | 1:35.725 | 1:35.121  | 1      |
| 2                        | 4  | Lewis Hamilton     | McLaren-Mercedes     | 1:36.763 | 1:35.902 | 1:35.626  | 71     |
| 3                        | 7  | Michael Schumacher | Mercedes             | 1:36.797 | 1:35.794 | 1:35.691  | 2      |
| 4                        | 14 | Kamui Kobayashi    | Sauber-Ferrari       | 1:36.863 | 1:35.853 | 1:35.784  | 3      |
| 5                        | 9  | Kimi Räikkönen     | Lotus-Renault        | 1:36.850 | 1:35.921 | 1:35.898  | 4      |
| 6                        | 3  | Jenson Button      | McLaren-Mercedes     | 1:36.746 | 1:35.942 | 1:36.191  | 5      |
| 7                        | 2  | Mark Webber        | Red Bull-Renault     | 1:36.682 | 1:35.700 | 1:36.290  | 6      |
| 8                        | 15 | Sergio Pérez       | Sauber-Ferrari       | 1:36.198 | 1:35.831 | 1:36.524  | 8      |
| 9                        | 5  | Fernando Alonso    | Ferrari              | 1:36.292 | 1:35.982 | 1:36.622  | 9      |
| 10                       | 10 | Romain Grosjean    | Lotus-Renault        | 1:36.343 | 1:35.903 | sem tempo | 10     |
| 11                       | 1  | Sebastian Vettel   | Red Bull-Renault     | 1:36.911 | 1:36.031 |           | 11     |
| 12                       | 6  | Felipe Massa       | Ferrari              | 1:36.556 | 1:36.255 |           | 12     |
| 13                       | 18 | Pastor Maldonado   | Williams-Renault     | 1:36.528 | 1:36.283 |           | 13     |
| 14                       | 19 | Bruno Senna        | Williams-Renault     | 1:36.674 | 1:36.289 |           | 14     |
| 15                       | 11 | Paul di Resta      | Force India-Mercedes | 1:36.639 | 1:36.317 |           | 15     |
| 16                       | 12 | Nico Hülkenberg    | Force India-Mercedes | 1:36.921 | 1:36.745 |           | 16     |
| 17                       | 16 | Daniel Ricciardo   | Toro Rosso-Ferrari   | 1:36.933 | 1:36.956 |           | 17     |
| 18                       | 17 | Jean-Éric Vergne   | Toro Rosso-Ferrari   | 1:37.714 |          |           | 18     |
| 19                       | 20 | Heikki Kovalainen  | Caterham-Renault     | 1:38.463 |          |           | 19     |
| 20                       | 21 | Vitaly Petrov      | Caterham-Renault     | 1:38.677 |          |           | 20     |
| 21                       | 24 | Timo Glock         | Marussia-Cosworth    | 1:39.282 |          |           | 21     |
| 22                       | 25 | Charles Pic        | Marussia-Cosworth    | 1:39.717 |          |           | 22     |
| 23                       | 22 | Pedro de la Rosa   | Hispania-Cosworth    | 1:40.411 |          |           | 23     |
| 24                       | 23 | Narain Karthikeyan | Hispania-Cosworth    | 1:41.000 |          |           | 24     |
| Tempo dos 107%: 1:42.931 |    |                    |                      |          |          |           |        |
| Fonte:                   |    |                    |                      |          |          |           |        |

Notas
↑1  — Lewis Hamilton foi penalizado com cinco posições no grid de largada por troca da caixa de câmbio .

### Corrida
| #      | Nº | Piloto             | Equipe                  | Voltas | Tempo            | Grid | Pontos |
| 1      | 8  | Nico Rosberg       | Mercedes                | 56     | 1h36min26s929mil | 1    | 25     |
| 2      | 3  | Jenson Button      | McLaren-Mercedes        | 56     | +20.6s           | 5    | 18     |
| 3      | 4  | Lewis Hamilton     | McLaren-Mercedes        | 56     | +26.0s           | 7    | 15     |
| 4      | 2  | Mark Webber        | Red Bull Racing-Renault | 56     | +27.9s           | 6    | 12     |
| 5      | 1  | Sebastian Vettel   | Red Bull-Renault        | 56     | +30.4s           | 11   | 10     |
| 6      | 10 | Romain Grosjean    | Lotus-Renault           | 56     | +31.4s           | 10   | 8      |
| 7      | 19 | Bruno Senna        | Williams-Renault        | 56     | +34.5s           | 14   | 6      |
| 8      | 18 | Pastor Maldonado   | Williams-Renault        | 56     | +35.6s           | 13   | 4      |
| 9      | 5  | Fernando Alonso    | Ferrari                 | 56     | +37.2s           | 9    | 2      |
| 10     | 14 | Kamui Kobayashi    | Sauber-Ferrari          | 56     | +38.7ss          | 3    | 1      |
| 11     | 15 | Sergio Perez       | Sauber-Ferrari          | 56     | +41.0s           | 8    |        |
| 12     | 11 | Paul di Resta      | Force India-Mercedes    | 56     | +42.2s           | 15   |        |
| 13     | 6  | Felipe Massa       | Ferrari                 | 56     | +42.7s           | 12   |        |
| 14     | 9  | Kimi Räikkönen     | Lotus-Renault           | 56     | +50.5s           | 4    |        |
| 15     | 12 | Nico Hulkenberg    | Force India-Mercedes    | 56     | +51.2s           | 16   |        |
| 16     | 17 | Jean-Eric Vergne   | Toro Rosso-Ferrari      | 56     | +51.7s           | 24   |        |
| 17     | 16 | Daniel Ricciardo   | Toro Rosso-Ferrari      | 56     | +63.1s           | 17   |        |
| 18     | 21 | Vitaly Petrov      | Caterham-Cosworth       | 55     | +1 volta         | 19   |        |
| 19     | 24 | Timo Glock         | Marussia-Cosworth       | 55     | +1 volta         | 20   |        |
| 20     | 25 | Charles Pic        | Marussia-Cosworth       | 55     | +1 volta         | 21   |        |
| 21     | 22 | Pedro De La Rosa   | Hispania-Cosworth       | 55     | +1 volta         | 22   |        |
| 22     | 23 | Narain Karthikeyan | Hispania-Cosworth       | 54     | +2 voltas        | 23   |        |
| 23     | 20 | Heikki Kovalainen  | Caterham-Renault        | 53     | +3 voltas        | 18   |        |
| Ret    | 7  | Michael Schumacher | Mercedes                | 12     | Roda             | 2    |        |
| Fonte: |    |                    |                         |        |                  |      |        |

## Tabela do campeonato após a corrida
Observe que somente as cinco primeiras posições estão incluídas na tabela.
| 1      | 1 | Lewis Hamilton   | 45 |
| 1      | 2 | Jenson Button    | 43 |
| 2      | 3 | Fernando Alonso  | 37 |
|        | 4 | Mark Webber      | 36 |
| 1      | 5 | Sebastian Vettel | 28 |
| Fonte: |   |                  |    |

|        | Pos. | Construtor       | Pontos |
| ------ | ---- | ---------------- | ------ |
|        | 1    | McLaren-Mercedes | 88     |
|        | 2    | Red Bull-Renault | 64     |
|        | 3    | Ferrari          | 37     |
|        | 4    | Sauber-Ferrari   | 31     |
| 4      | 5    | Mercedes         | 26     |
| Fonte: |      |                  |        |